# RAG–30
A RAG–30 cseh automata gránátvető, melyet a ČZW fegyvergyár gyárt. Félautomata (öntöltő) változata a SAG–30. Élőerő és gyengén páncélozott célok leküzdésére szolgáló fegyver.

## Története
A fegyvert az 1990-es évek második felében fejlesztette ki a Slavičínban működő ČZW fegyvergyár. A szovjet-orosz VOG–17-es gránátot használja. A cél egy kisméretű, könnyű, akár egy fő által is szállítható és kezelhető gránátvető kialakítása volt (míg pl. az ugyanehhez a gránáthoz tervezett AGSZ–17 gránátvető kiszolgálásához 2–3 fő kell). 2000-ben rendszeresítették a Cseh Hadseregnél. Később modernizálták, kisebb konstrukciós változtatásokat végeztek a fegyveren. A fegyver 40 mm-es változata is felmerült, de ez egyelőre nem készült el.

## Jellemzői
Hosszú csőhátrasiklású fegyver, a reteszelés billenőzáras rendszerű. A fegyver tokja acélból készült és Forgácsolással munkálták meg. A csőhossz 300 mm. Az automata és a félautomata változat működése eltér. Az automata RAG–30-as nyitott, míg a SAG–30-as zárt zárpozícióból tüzel. A tok mindkét oldalán található felhúzókar. Az öt gránátot befogadó szekrénytárat a tok felső részén helyezték el. Emiatt az egyszerű mechanikus irányzékot a fegyver középvonalától kissé oldalra kellett elhelyezni. A tár a korai változatoknál előre dőlt, a későbbi változatnál már hátrafelé dől. Emellett a régebbi fegyvereken a táron hordozó fogantyút is található. A válltámasz behajtható, az újabb változatokon amortizátorral is rendelkezik. A gránátvető pisztolymarkolattal rendelkezik, ezen található a biztosítókar is. Maximális lőtávolsága 1700 m.